# Sheldon Brookbank
Sheldon Brookbank (fædt 3. oktober 1980 i Lanigan, Canada) er en canadiansk ishockeyspiller. Sheldon Brookbank spiller i øjeblikket for NHL-holdet Anaheim Ducks, hvor hans position er forsvar.